# Tour de Bretagne féminin 2022
Le Tour de Bretagne féminin 2022 est la 29e édition de cette course cycliste féminine par étapes. Il a lieu du 3 mai au 7 mai 2022 et fait partie du calendrier de l'Union cycliste internationale en catégorie 2.1. 
Marta Bastianelli remporte les deux premières étapes au sprint. Alena Ivanchenko gagne le contre-la-montre, mais c'est Vittoria Guazzini qui s'empare de la tête du classement général. Martina Alzini gagne le sprint de la quatrième étape. Marta Lach s'impose sur l'ultime étape légèrement détachée. Au classement général, Vittoria Guazzini devance Cédrine Kerbaol et Ally Wollaston. Guazzini est également meilleure jeune. Marta Bastianelli gagne le classement par points, Victorie Guilman celui de la montagne.

## Équipes
| UCI Women's WorldTeams (2)- FDJ Nouvelle Aquitaine Futuroscope - UAE Team ADQ Équipes féminines continentales (13)- AG Insurance NXTG - Arkéa Pro Cycling Team - Aromitalia-Basso Bikes-Vaiano - Bingoal-Chevalmeire-Van Eyck Sport - Bepink - Ceratizit-WNT Pro Cycling - Coop-Hitec Products - Cofidis - Emotional.fr - Tornatech - GSC - Blagnac - Parkhotel Valkenburg - Stade Rochelais Charente-Maritime - St Michel-Auber 93 - Top Girls Fassa Bortolo Équipe amateur- Centre mondial du cyclisme Équipe féminines amateur (2)- Breizh Ladies - VC Morteau Montbenoit |
| |

## Étapes
| Étape     | Date  | Villes étapes                 | type                        | Distance (km) | Vainqueur d'étape | Leader du classement général |
| --------- | ----- | ----------------------------- | --------------------------- | ------------- | ----------------- | ---------------------------- |
| 1re étape | 3 mai | Sarzeau – Bignan              | étape de plaine             | 125,3         | Marta Bastianelli | Marta Bastianelli            |
| 2e étape  | 4 mai | Quimperlé – Inzinzac-Lochrist | étape de plaine             | 123,3         | Marta Bastianelli | Marta Bastianelli            |
| 3e étape  | 5 mai | Locronan – Locronan           | contre-la-montre individuel | 19,5          | Alena Ivanchenko  | Vittoria Guazzini            |
| 4e étape  | 6 mai | Loudéac – Pontivy             | étape vallonnée             | 125,2         | Martina Alzini    | Vittoria Guazzini            |
| 5e étape  | 7 mai | Cesson – Rennes               | étape de plaine             | 114,7         | Marta Lach        | Vittoria Guazzini            |

## Résultats et classement

### 1reétape
Marta Bastianelli s'impose au sprint.
| \| Classement de l'étape \| Classement de l'étape \| Classement de l'étape \| Classement de l'étape \| Classement de l'étape \| \| Coureuse \| Coureuse \| Pays \| Équipe \| Temps \| \| --------------------- \| --------------------- \| --------------------- \| ---------------------------------- \| --------------------- \| \| 1re \| Marta Bastianelli \| Italie \| UAE Team ADQ \| 3 h 22 min 36 s \| \| 2e \| Vittoria Guazzini \| Italie \| FDJ-Nouvelle Aquitaine-Futuroscope \| + 0 s \| \| 3e \| Ally Wollaston \| Nouvelle-Zélande \| AG Insurance NXTG \| + 0 s \| \| 4e \| Silvia Zanardi \| Italie \| Bepink \| + 0 s \| \| 5e \| Maëva Squiban \| France \| Stade Rochelais Charente-Maritime \| + 0 s \| \| 6e \| Marta Lach \| Pologne \| Ceratizit-WNT Pro Cycling \| + 0 s \| \| 7e \| Alana Castrique \| Belgique \| Cofidis \| + 0 s \| \| 8e \| Greta Marturano \| Italie \| Top Girls Fassa Bortolo \| + 0 s \| \| 9e \| Nicole Steigenga \| Pays-Bas \| Coop-Hitec Products \| + 0 s \| \| 10e \| Simone Boilard \| Canada \| St Michel-Auber 93 \| + 0 s \| |                   |                  |                                    |                 |
| |                   |                  |                                    |                 |
| |                   |                  |                                    |                 |
| Classement de l'étape |                   |                  |                                    |                 |
| Coureuse | Coureuse          | Pays             | Équipe                             | Temps           |
| 1re | Marta Bastianelli | Italie           | UAE Team ADQ                       | 3 h 22 min 36 s |
| 2e | Vittoria Guazzini | Italie           | FDJ-Nouvelle Aquitaine-Futuroscope | + 0 s           |
| 3e | Ally Wollaston    | Nouvelle-Zélande | AG Insurance NXTG                  | + 0 s           |
| 4e | Silvia Zanardi    | Italie           | Bepink                             | + 0 s           |
| 5e | Maëva Squiban     | France           | Stade Rochelais Charente-Maritime  | + 0 s           |
| 6e | Marta Lach        | Pologne          | Ceratizit-WNT Pro Cycling          | + 0 s           |
| 7e | Alana Castrique   | Belgique         | Cofidis                            | + 0 s           |
| 8e | Greta Marturano   | Italie           | Top Girls Fassa Bortolo            | + 0 s           |
| 9e | Nicole Steigenga  | Pays-Bas         | Coop-Hitec Products                | + 0 s           |
| 10e | Simone Boilard    | Canada           | St Michel-Auber 93                 | + 0 s           |

| \| Classement général \| Classement général \| Classement général \| Classement général \| Classement général \| \| Coureuse \| Coureuse \| Pays \| Équipe \| Temps \| \| ------------------ \| ------------------ \| ------------------ \| ---------------------------------- \| ------------------ \| \| 1re \| Marta Bastianelli \| Italie \| UAE Team ADQ \| 3 h 22 min 26 s \| \| 2e \| Vittoria Guazzini \| Italie \| FDJ-Nouvelle Aquitaine-Futuroscope \| + 4 s \| \| 3e \| Ally Wollaston \| Nouvelle-Zélande \| AG Insurance NXTG \| + 4 s \| \| 4e \| Marta Lach \| Pologne \| Ceratizit-WNT Pro Cycling \| + 5 s \| \| 5e \| Eugenia Bujak \| Slovénie \| UAE Team ADQ \| + 7 s \| \| 6e \| Alana Castrique \| Belgique \| Cofidis \| + 9 s \| \| 7e \| Cédrine Kerbaol \| France \| Cofidis \| + 9 s \| \| 8e \| Silvia Zanardi \| Italie \| Bepink \| + 10 s \| \| 9e \| Maëva Squiban \| France \| Stade Rochelais Charente-Maritime \| + 10 s \| \| 10e \| Greta Marturano \| Italie \| Top Girls Fassa Bortolo \| + 10 s \| |                   |                  |                                    |                 |
| |                   |                  |                                    |                 |
| |                   |                  |                                    |                 |
| Classement général |                   |                  |                                    |                 |
| Coureuse | Coureuse          | Pays             | Équipe                             | Temps           |
| 1re | Marta Bastianelli | Italie           | UAE Team ADQ                       | 3 h 22 min 26 s |
| 2e | Vittoria Guazzini | Italie           | FDJ-Nouvelle Aquitaine-Futuroscope | + 4 s           |
| 3e | Ally Wollaston    | Nouvelle-Zélande | AG Insurance NXTG                  | + 4 s           |
| 4e | Marta Lach        | Pologne          | Ceratizit-WNT Pro Cycling          | + 5 s           |
| 5e | Eugenia Bujak     | Slovénie         | UAE Team ADQ                       | + 7 s           |
| 6e | Alana Castrique   | Belgique         | Cofidis                            | + 9 s           |
| 7e | Cédrine Kerbaol   | France           | Cofidis                            | + 9 s           |
| 8e | Silvia Zanardi    | Italie           | Bepink                             | + 10 s          |
| 9e | Maëva Squiban     | France           | Stade Rochelais Charente-Maritime  | + 10 s          |
| 10e | Greta Marturano   | Italie           | Top Girls Fassa Bortolo            | + 10 s          |

### 2eétape
Marta Bastianelli s'impose dans un sprint en côte,,.
| \| Classement de l'étape \| Classement de l'étape \| Classement de l'étape \| Classement de l'étape \| Classement de l'étape \| \| Coureuse \| Coureuse \| Pays \| Équipe \| Temps \| \| --------------------- \| --------------------- \| --------------------- \| --------------------------------- \| --------------------- \| \| 1re \| Marta Bastianelli \| Italie \| UAE Team ADQ \| 3 h 14 min 40 s \| \| 2e \| Nicole Steigenga \| Pays-Bas \| Coop-Hitec Products \| + 2 s \| \| 3e \| Simone Boilard \| Canada \| St Michel-Auber 93 \| + 2 s \| \| 4e \| Marta Lach \| Pologne \| Ceratizit-WNT Pro Cycling \| + 2 s \| \| 5e \| Anaïs Morichon \| France \| Arkéa Pro Cycling Team \| + 2 s \| \| 6e \| Mischa Bredewold \| Pays-Bas \| Parkhotel Valkenburg \| + 2 s \| \| 7e \| Maëva Squiban \| France \| Stade Rochelais Charente-Maritime \| + 2 s \| \| 8e \| Greta Marturano \| Italie \| Top Girls Fassa Bortolo \| + 2 s \| \| 9e \| Silvia Zanardi \| Italie \| Bepink \| + 2 s \| \| 10e \| Cédrine Kerbaol \| France \| Cofidis \| + 2 s \| |                   |          |                                   |                 |
| |                   |          |                                   |                 |
| |                   |          |                                   |                 |
| Classement de l'étape |                   |          |                                   |                 |
| Coureuse | Coureuse          | Pays     | Équipe                            | Temps           |
| 1re | Marta Bastianelli | Italie   | UAE Team ADQ                      | 3 h 14 min 40 s |
| 2e | Nicole Steigenga  | Pays-Bas | Coop-Hitec Products               | + 2 s           |
| 3e | Simone Boilard    | Canada   | St Michel-Auber 93                | + 2 s           |
| 4e | Marta Lach        | Pologne  | Ceratizit-WNT Pro Cycling         | + 2 s           |
| 5e | Anaïs Morichon    | France   | Arkéa Pro Cycling Team            | + 2 s           |
| 6e | Mischa Bredewold  | Pays-Bas | Parkhotel Valkenburg              | + 2 s           |
| 7e | Maëva Squiban     | France   | Stade Rochelais Charente-Maritime | + 2 s           |
| 8e | Greta Marturano   | Italie   | Top Girls Fassa Bortolo           | + 2 s           |
| 9e | Silvia Zanardi    | Italie   | Bepink                            | + 2 s           |
| 10e | Cédrine Kerbaol   | France   | Cofidis                           | + 2 s           |

| \| Classement général \| Classement général \| Classement général \| Classement général \| Classement général \| \| Coureuse \| Coureuse \| Pays \| Équipe \| Temps \| \| ------------------ \| ------------------ \| ------------------ \| ---------------------------------- \| ------------------ \| \| 1re \| Marta Bastianelli \| Italie \| UAE Team ADQ \| 6 h 36 min 56 s \| \| 2e \| Vittoria Guazzini \| Italie \| FDJ-Nouvelle Aquitaine-Futuroscope \| + 13 s \| \| 3e \| Marta Lach \| Pologne \| Ceratizit-WNT Pro Cycling \| + 14 s \| \| 4e \| Nicole Steigenga \| Pays-Bas \| Coop-Hitec Products \| + 16 s \| \| 5e \| Simone Boilard \| Canada \| St Michel-Auber 93 \| + 18 s \| \| 6e \| Silvia Zanardi \| Italie \| Bepink \| + 19 s \| \| 7e \| Cédrine Kerbaol \| France \| Cofidis \| + 21 s \| \| 8e \| Maëva Squiban \| France \| Stade Rochelais Charente-Maritime \| + 22 s \| \| 9e \| Greta Marturano \| Italie \| Top Girls Fassa Bortolo \| + 22 s \| \| 10e \| Marie Le Net \| France \| FDJ-Nouvelle Aquitaine-Futuroscope \| + 22 s \| |                   |          |                                    |                 |
| |                   |          |                                    |                 |
| |                   |          |                                    |                 |
| Classement général |                   |          |                                    |                 |
| Coureuse | Coureuse          | Pays     | Équipe                             | Temps           |
| 1re | Marta Bastianelli | Italie   | UAE Team ADQ                       | 6 h 36 min 56 s |
| 2e | Vittoria Guazzini | Italie   | FDJ-Nouvelle Aquitaine-Futuroscope | + 13 s          |
| 3e | Marta Lach        | Pologne  | Ceratizit-WNT Pro Cycling          | + 14 s          |
| 4e | Nicole Steigenga  | Pays-Bas | Coop-Hitec Products                | + 16 s          |
| 5e | Simone Boilard    | Canada   | St Michel-Auber 93                 | + 18 s          |
| 6e | Silvia Zanardi    | Italie   | Bepink                             | + 19 s          |
| 7e | Cédrine Kerbaol   | France   | Cofidis                            | + 21 s          |
| 8e | Maëva Squiban     | France   | Stade Rochelais Charente-Maritime  | + 22 s          |
| 9e | Greta Marturano   | Italie   | Top Girls Fassa Bortolo            | + 22 s          |
| 10e | Marie Le Net      | France   | FDJ-Nouvelle Aquitaine-Futuroscope | + 22 s          |

### 3eétape
Alena Ivanchenko remporte le contre-la-montre individuel. Vittoria Guazzini prend la tête du classement général.
| \| Classement de l'étape \| Classement de l'étape \| Classement de l'étape \| Classement de l'étape \| Classement de l'étape \| \| Coureuse \| Coureuse \| Pays \| Équipe \| Temps \| \| --------------------- \| --------------------- \| --------------------- \| ---------------------------------------- \| --------------------- \| \| 1re \| Alena Ivanchenko \| Russie \| UAE Team ADQ \| 29 min 21 s \| \| 2e \| Vittoria Guazzini \| Italie \| FDJ-Nouvelle Aquitaine-Futuroscope \| + 5 s \| \| 3e \| Ally Wollaston \| Nouvelle-Zélande \| AG Insurance NXTG \| + 23 s \| \| 4e \| Séverine Eraud \| France \| Stade Rochelais Charente-Maritime \| + 27 s \| \| 5e \| Cédrine Kerbaol \| France \| Cofidis \| + 36 s \| \| 6e \| Maaike Boogaard \| Pays-Bas \| UAE Team ADQ \| + 49 s \| \| 7e \| Célia Le Mouël \| France \| Emotional.FR-Tornatech-GSC Blagnac VS 31 \| + 53 s \| \| 8e \| Marie Le Net \| France \| FDJ-Nouvelle Aquitaine-Futuroscope \| + 1 min 05 s \| \| 9e \| Anaïs Morichon \| France \| Arkéa Pro Cycling Team \| + 1 min 11 s \| \| 10e \| Rachel Neylan \| Australie \| Cofidis \| + 1 min 12 s \| |                   |                  |                                          |              |
| |                   |                  |                                          |              |
| Source : Cycling Quotient |                   |                  |                                          |              |
| Classement de l'étape |                   |                  |                                          |              |
| Coureuse | Coureuse          | Pays             | Équipe                                   | Temps        |
| 1re | Alena Ivanchenko  | Russie           | UAE Team ADQ                             | 29 min 21 s  |
| 2e | Vittoria Guazzini | Italie           | FDJ-Nouvelle Aquitaine-Futuroscope       | + 5 s        |
| 3e | Ally Wollaston    | Nouvelle-Zélande | AG Insurance NXTG                        | + 23 s       |
| 4e | Séverine Eraud    | France           | Stade Rochelais Charente-Maritime        | + 27 s       |
| 5e | Cédrine Kerbaol   | France           | Cofidis                                  | + 36 s       |
| 6e | Maaike Boogaard   | Pays-Bas         | UAE Team ADQ                             | + 49 s       |
| 7e | Célia Le Mouël    | France           | Emotional.FR-Tornatech-GSC Blagnac VS 31 | + 53 s       |
| 8e | Marie Le Net      | France           | FDJ-Nouvelle Aquitaine-Futuroscope       | + 1 min 05 s |
| 9e | Anaïs Morichon    | France           | Arkéa Pro Cycling Team                   | + 1 min 11 s |
| 10e | Rachel Neylan     | Australie        | Cofidis                                  | + 1 min 12 s |

| \| Classement général \| Classement général \| Classement général \| Classement général \| Classement général \| \| Coureuse \| Coureuse \| Pays \| Équipe \| Temps \| \| ------------------ \| ------------------ \| ------------------ \| ---------------------------------------- \| ------------------ \| \| 1re \| Vittoria Guazzini \| Italie \| FDJ-Nouvelle Aquitaine-Futuroscope \| 7 h 06 min 34 s \| \| 2e \| Cédrine Kerbaol \| France \| Cofidis \| + 40 s \| \| 3e \| Ally Wollaston \| Nouvelle-Zélande \| AG Insurance NXTG \| + 52 s \| \| 4e \| Séverine Eraud \| France \| Stade Rochelais Charente-Maritime \| + 1 min 05 s \| \| 5e \| Marie Le Net \| France \| FDJ-Nouvelle Aquitaine-Futuroscope \| + 1 min 10 s \| \| 6e \| Anaïs Morichon \| France \| Arkéa Pro Cycling Team \| + 1 min 15 s \| \| 7e \| Rachel Neylan \| Australie \| Cofidis \| + 1 min 20 s \| \| 8e \| Mischa Bredewold \| Pays-Bas \| Parkhotel Valkenburg \| + 1 min 22 s \| \| 9e \| Maaike Boogaard \| Pays-Bas \| UAE Team ADQ \| + 1 min 27 s \| \| 10e \| Célia Le Mouël \| France \| Emotional.FR-Tornatech-GSC Blagnac VS 31 \| + 1 min 31 s \| |                   |                  |                                          |                 |
| |                   |                  |                                          |                 |
| Source : Cycling Quotient |                   |                  |                                          |                 |
| Classement général |                   |                  |                                          |                 |
| Coureuse | Coureuse          | Pays             | Équipe                                   | Temps           |
| 1re | Vittoria Guazzini | Italie           | FDJ-Nouvelle Aquitaine-Futuroscope       | 7 h 06 min 34 s |
| 2e | Cédrine Kerbaol   | France           | Cofidis                                  | + 40 s          |
| 3e | Ally Wollaston    | Nouvelle-Zélande | AG Insurance NXTG                        | + 52 s          |
| 4e | Séverine Eraud    | France           | Stade Rochelais Charente-Maritime        | + 1 min 05 s    |
| 5e | Marie Le Net      | France           | FDJ-Nouvelle Aquitaine-Futuroscope       | + 1 min 10 s    |
| 6e | Anaïs Morichon    | France           | Arkéa Pro Cycling Team                   | + 1 min 15 s    |
| 7e | Rachel Neylan     | Australie        | Cofidis                                  | + 1 min 20 s    |
| 8e | Mischa Bredewold  | Pays-Bas         | Parkhotel Valkenburg                     | + 1 min 22 s    |
| 9e | Maaike Boogaard   | Pays-Bas         | UAE Team ADQ                             | + 1 min 27 s    |
| 10e | Célia Le Mouël    | France           | Emotional.FR-Tornatech-GSC Blagnac VS 31 | + 1 min 31 s    |

### 4eétape
| \| Classement de l'étape \| Classement de l'étape \| Classement de l'étape \| Classement de l'étape \| Classement de l'étape \| \| Coureuse \| Coureuse \| Pays \| Équipe \| Temps \| \| --------------------- \| --------------------- \| --------------------- \| ---------------------------------------- \| --------------------- \| \| 1re \| Martina Alzini \| Italie \| Cofidis \| 3 h 22 min 24 s \| \| 2e \| Femke Markus \| Pays-Bas \| Parkhotel Valkenburg \| + 0 s \| \| 3e \| Ally Wollaston \| Nouvelle-Zélande \| AG Insurance NXTG \| + 0 s \| \| 4e \| Silvia Zanardi \| Italie \| Bepink \| + 0 s \| \| 5e \| Marta Bastianelli \| Italie \| UAE Team ADQ \| + 0 s \| \| 6e \| Vittoria Guazzini \| Italie \| FDJ-Nouvelle Aquitaine-Futuroscope \| + 0 s \| \| 7e \| Marie Le Net \| France \| FDJ-Nouvelle Aquitaine-Futuroscope \| + 0 s \| \| 8e \| Rasa Leleivytė \| Lituanie \| Aromitalia-Basso Bikes-Vaiano \| + 0 s \| \| 9e \| Sandra Alonso \| Espagne \| Ceratizit-WNT Pro Cycling \| + 0 s \| \| 10e \| Célia Le Mouël \| France \| Emotional.FR-Tornatech-GSC Blagnac VS 31 \| + 0 s \| |                   |                  |                                          |                 |
| |                   |                  |                                          |                 |
| |                   |                  |                                          |                 |
| Classement de l'étape |                   |                  |                                          |                 |
| Coureuse | Coureuse          | Pays             | Équipe                                   | Temps           |
| 1re | Martina Alzini    | Italie           | Cofidis                                  | 3 h 22 min 24 s |
| 2e | Femke Markus      | Pays-Bas         | Parkhotel Valkenburg                     | + 0 s           |
| 3e | Ally Wollaston    | Nouvelle-Zélande | AG Insurance NXTG                        | + 0 s           |
| 4e | Silvia Zanardi    | Italie           | Bepink                                   | + 0 s           |
| 5e | Marta Bastianelli | Italie           | UAE Team ADQ                             | + 0 s           |
| 6e | Vittoria Guazzini | Italie           | FDJ-Nouvelle Aquitaine-Futuroscope       | + 0 s           |
| 7e | Marie Le Net      | France           | FDJ-Nouvelle Aquitaine-Futuroscope       | + 0 s           |
| 8e | Rasa Leleivytė    | Lituanie         | Aromitalia-Basso Bikes-Vaiano            | + 0 s           |
| 9e | Sandra Alonso     | Espagne          | Ceratizit-WNT Pro Cycling                | + 0 s           |
| 10e | Célia Le Mouël    | France           | Emotional.FR-Tornatech-GSC Blagnac VS 31 | + 0 s           |

| \| Classement général \| Classement général \| Classement général \| Classement général \| Classement général \| \| Coureuse \| Coureuse \| Pays \| Équipe \| Temps \| \| ------------------ \| ------------------ \| ------------------ \| ---------------------------------------- \| ------------------ \| \| 1re \| Vittoria Guazzini \| Italie \| FDJ-Nouvelle Aquitaine-Futuroscope \| 10 h 29 min 18 s \| \| 2e \| Cédrine Kerbaol \| France \| Cofidis \| + 20 s \| \| 3e \| Ally Wollaston \| Nouvelle-Zélande \| AG Insurance NXTG \| + 28 s \| \| 4e \| Marie Le Net \| France \| FDJ-Nouvelle Aquitaine-Futuroscope \| + 50 s \| \| 5e \| Anaïs Morichon \| France \| Arkéa Pro Cycling Team \| + 55 s \| \| 6e \| Rachel Neylan \| Australie \| Cofidis \| + 1 min 00 s \| \| 7e \| Mischa Bredewold \| Pays-Bas \| Parkhotel Valkenburg \| + 1 min 02 s \| \| 8e \| Maaike Boogaard \| Pays-Bas \| UAE Team ADQ \| + 1 min 07 s \| \| 9e \| Célia Le Mouël \| France \| Emotional.FR-Tornatech-GSC Blagnac VS 31 \| + 1 min 11 s \| \| 10e \| Marta Bastianelli \| Italie \| UAE Team ADQ \| + 1 min 18 s \| |                   |                  |                                          |                  |
| |                   |                  |                                          |                  |
| |                   |                  |                                          |                  |
| Classement général |                   |                  |                                          |                  |
| Coureuse | Coureuse          | Pays             | Équipe                                   | Temps            |
| 1re | Vittoria Guazzini | Italie           | FDJ-Nouvelle Aquitaine-Futuroscope       | 10 h 29 min 18 s |
| 2e | Cédrine Kerbaol   | France           | Cofidis                                  | + 20 s           |
| 3e | Ally Wollaston    | Nouvelle-Zélande | AG Insurance NXTG                        | + 28 s           |
| 4e | Marie Le Net      | France           | FDJ-Nouvelle Aquitaine-Futuroscope       | + 50 s           |
| 5e | Anaïs Morichon    | France           | Arkéa Pro Cycling Team                   | + 55 s           |
| 6e | Rachel Neylan     | Australie        | Cofidis                                  | + 1 min 00 s     |
| 7e | Mischa Bredewold  | Pays-Bas         | Parkhotel Valkenburg                     | + 1 min 02 s     |
| 8e | Maaike Boogaard   | Pays-Bas         | UAE Team ADQ                             | + 1 min 07 s     |
| 9e | Célia Le Mouël    | France           | Emotional.FR-Tornatech-GSC Blagnac VS 31 | + 1 min 11 s     |
| 10e | Marta Bastianelli | Italie           | UAE Team ADQ                             | + 1 min 18 s     |

### 5eétape
| \| Classement de l'étape \| Classement de l'étape \| Classement de l'étape \| Classement de l'étape \| Classement de l'étape \| \| Coureuse \| Coureuse \| Pays \| Équipe \| Temps \| \| --------------------- \| --------------------- \| --------------------- \| ---------------------------------- \| --------------------- \| \| 1re \| Marta Lach \| Pologne \| Ceratizit-WNT Pro Cycling \| 2 h 56 min 26 s \| \| 2e \| Nicole Steigenga \| Pays-Bas \| Coop-Hitec Products \| + 0 s \| \| 3e \| Greta Marturano \| Italie \| Top Girls Fassa Bortolo \| + 0 s \| \| 4e \| Marta Bastianelli \| Italie \| UAE Team ADQ \| + 6 s \| \| 5e \| Martina Alzini \| Italie \| Cofidis \| + 6 s \| \| 6e \| Alana Castrique \| Belgique \| Cofidis \| + 6 s \| \| 7e \| Vittoria Guazzini \| Italie \| FDJ-Nouvelle Aquitaine-Futuroscope \| + 6 s \| \| 8e \| Sandra Alonso \| Espagne \| Ceratizit-WNT Pro Cycling \| + 6 s \| \| 9e \| Rasa Leleivytė \| Lituanie \| Aromitalia-Basso Bikes-Vaiano \| + 6 s \| \| 10e \| Mischa Bredewold \| Pays-Bas \| Parkhotel Valkenburg \| + 6 s \| |                   |          |                                    |                 |
| |                   |          |                                    |                 |
| |                   |          |                                    |                 |
| Classement de l'étape |                   |          |                                    |                 |
| Coureuse | Coureuse          | Pays     | Équipe                             | Temps           |
| 1re | Marta Lach        | Pologne  | Ceratizit-WNT Pro Cycling          | 2 h 56 min 26 s |
| 2e | Nicole Steigenga  | Pays-Bas | Coop-Hitec Products                | + 0 s           |
| 3e | Greta Marturano   | Italie   | Top Girls Fassa Bortolo            | + 0 s           |
| 4e | Marta Bastianelli | Italie   | UAE Team ADQ                       | + 6 s           |
| 5e | Martina Alzini    | Italie   | Cofidis                            | + 6 s           |
| 6e | Alana Castrique   | Belgique | Cofidis                            | + 6 s           |
| 7e | Vittoria Guazzini | Italie   | FDJ-Nouvelle Aquitaine-Futuroscope | + 6 s           |
| 8e | Sandra Alonso     | Espagne  | Ceratizit-WNT Pro Cycling          | + 6 s           |
| 9e | Rasa Leleivytė    | Lituanie | Aromitalia-Basso Bikes-Vaiano      | + 6 s           |
| 10e | Mischa Bredewold  | Pays-Bas | Parkhotel Valkenburg               | + 6 s           |

## Classements finals

### Classement général
| \| Classement général \| Classement général \| Classement général \| Classement général \| Classement général \| \| Coureuse \| Coureuse \| Pays \| Équipe \| Temps \| \| ------------------ \| ------------------ \| ------------------ \| ---------------------------------------- \| ------------------ \| \| 1re \| Vittoria Guazzini \| Italie \| FDJ-Nouvelle Aquitaine-Futuroscope \| 13 h 25 min 45 s \| \| 2e \| Cédrine Kerbaol \| France \| Cofidis \| + 25 s \| \| 3e \| Ally Wollaston \| Nouvelle-Zélande \| AG Insurance NXTG \| + 29 s \| \| 4e \| Marie Le Net \| France \| FDJ-Nouvelle Aquitaine-Futuroscope \| + 55 s \| \| 5e \| Anaïs Morichon \| France \| Arkéa Pro Cycling Team \| + 1 min 00 s \| \| 6e \| Mischa Bredewold \| Pays-Bas \| Parkhotel Valkenburg \| + 1 min 04 s \| \| 7e \| Rachel Neylan \| Australie \| Cofidis \| + 1 min 05 s \| \| 8e \| Maaike Boogaard \| Pays-Bas \| UAE Team ADQ \| + 1 min 12 s \| \| 9e \| Célia Le Mouël \| France \| Emotional.FR-Tornatech-GSC Blagnac VS 31 \| + 1 min 16 s \| \| 10e \| Marta Lach \| Pologne \| Ceratizit-WNT Pro Cycling \| + 1 min 21 s \| |                   |                  |                                          |                  |
| |                   |                  |                                          |                  |
| |                   |                  |                                          |                  |
| Classement général |                   |                  |                                          |                  |
| Coureuse | Coureuse          | Pays             | Équipe                                   | Temps            |
| 1re | Vittoria Guazzini | Italie           | FDJ-Nouvelle Aquitaine-Futuroscope       | 13 h 25 min 45 s |
| 2e | Cédrine Kerbaol   | France           | Cofidis                                  | + 25 s           |
| 3e | Ally Wollaston    | Nouvelle-Zélande | AG Insurance NXTG                        | + 29 s           |
| 4e | Marie Le Net      | France           | FDJ-Nouvelle Aquitaine-Futuroscope       | + 55 s           |
| 5e | Anaïs Morichon    | France           | Arkéa Pro Cycling Team                   | + 1 min 00 s     |
| 6e | Mischa Bredewold  | Pays-Bas         | Parkhotel Valkenburg                     | + 1 min 04 s     |
| 7e | Rachel Neylan     | Australie        | Cofidis                                  | + 1 min 05 s     |
| 8e | Maaike Boogaard   | Pays-Bas         | UAE Team ADQ                             | + 1 min 12 s     |
| 9e | Célia Le Mouël    | France           | Emotional.FR-Tornatech-GSC Blagnac VS 31 | + 1 min 16 s     |
| 10e | Marta Lach        | Pologne          | Ceratizit-WNT Pro Cycling                | + 1 min 21 s     |

### Points UCI
| Position           | 1er | 2e | 3e | 4e | 5e | 6e | 7e | 8e | 9e | 10e | 11e | 12e | 13e à 15e | 16e à 25e |
| Classement général | 125 | 85 | 70 | 60 | 50 | 40 | 35 | 30 | 25 | 20  | 15  | 10  | 5         | 3         |
| Par étape          | 16  | 12 | 8  | 6  | 5  | 4  | 3  | 2  |    |     |     |     |           |           |
| Leader, par étape  | 3   |    |    |    |    |    |    |    |    |     |     |     |           |           |

### Classements annexes
| Classement par points | Classement par points | Classement par points | Classement par points              | Classement par points |
| Coureuse              | Coureuse              | Pays                  | Équipe                             | Points                |
| --------------------- | --------------------- | --------------------- | ---------------------------------- | --------------------- |
| 1re                   | Marta Bastianelli     | Italie                | UAE Team ADQ                       | 77 pts                |
| 2e                    | Marta Lach            | Pologne               | Ceratizit-WNT Pro Cycling          | 59 pts                |
| 3e                    | Vittoria Guazzini     | Italie                | FDJ-Nouvelle Aquitaine-Futuroscope | 56 pts                |
| 4e                    | Ally Wollaston        | Nouvelle-Zélande      | AG Insurance NXTG                  | 53 pts                |
| 5e                    | Nicole Steigenga      | Pays-Bas              | Coop-Hitec Products                | 47 pts                |
| 6e                    | Silvia Zanardi        | Italie                | Bepink                             | 44 pts                |
| 7e                    | Martina Alzini        | Italie                | Cofidis                            | 38 pts                |
| 8e                    | Greta Marturano       | Italie                | Top Girls Fassa Bortolo            | 38 pts                |
| 9e                    | Simone Boilard        | Canada                | St Michel-Auber 93                 | 25 pts                |
| 10e                   | Alana Castrique       | Belgique              | Cofidis                            | 24 pts                |

| Classement par points | Classement par points | Classement par points | Classement par points              | Classement par points |
| Coureuse              | Coureuse              | Pays                  | Équipe                             | Points                |
| --------------------- | --------------------- | --------------------- | ---------------------------------- | --------------------- |
| 1re                   | Marta Bastianelli     | Italie                | UAE Team ADQ                       | 77 pts                |
| 2e                    | Marta Lach            | Pologne               | Ceratizit-WNT Pro Cycling          | 59 pts                |
| 3e                    | Vittoria Guazzini     | Italie                | FDJ-Nouvelle Aquitaine-Futuroscope | 56 pts                |
| 4e                    | Ally Wollaston        | Nouvelle-Zélande      | AG Insurance NXTG                  | 53 pts                |
| 5e                    | Nicole Steigenga      | Pays-Bas              | Coop-Hitec Products                | 47 pts                |
| 6e                    | Silvia Zanardi        | Italie                | Bepink                             | 44 pts                |
| 7e                    | Martina Alzini        | Italie                | Cofidis                            | 38 pts                |
| 8e                    | Greta Marturano       | Italie                | Top Girls Fassa Bortolo            | 38 pts                |
| 9e                    | Simone Boilard        | Canada                | St Michel-Auber 93                 | 25 pts                |
| 10e                   | Alana Castrique       | Belgique              | Cofidis                            | 24 pts                |

| Classement de la montagne | Classement de la montagne | Classement de la montagne | Classement de la montagne                | Classement de la montagne |
| Coureuse                  | Coureuse                  | Pays                      | Équipe                                   | Points                    |
| ------------------------- | ------------------------- | ------------------------- | ---------------------------------------- | ------------------------- |
| 1re                       | Victorie Guilman          | France                    | FDJ-Nouvelle Aquitaine-Futuroscope       | 67 pts                    |
| 2e                        | Debora Silvestri          | Italie                    | Top Girls Fassa Bortolo                  | 33 pts                    |
| 3e                        | Maud Rijnbeek             | Pays-Bas                  | AG Insurance NXTG                        | 30 pts                    |
| 4e                        | Marketa Hajkova           | Tchéquie                  | Bepink                                   | 28 pts                    |
| 5e                        | Jade Wiel                 | France                    | FDJ-Nouvelle Aquitaine-Futuroscope       | 16 pts                    |
| 6e                        | Hanna Nilsson             | Suède                     | Ceratizit-WNT Pro Cycling                | 15 pts                    |
| 7e                        | Clara Koppenburg          | Allemagne                 | Cofidis                                  | 15 pts                    |
| 8e                        | Mischa Bredewold          | Pays-Bas                  | Parkhotel Valkenburg                     | 7 pts                     |
| 9e                        | Maria Novolodskaya        | Russie                    | UAE Team ADQ                             | 7 pts                     |
| 10e                       | Célia Le Mouël            | France                    | Emotional.FR-Tornatech-GSC Blagnac VS 31 | 6 pts                     |

| Classement de la montagne | Classement de la montagne | Classement de la montagne | Classement de la montagne                | Classement de la montagne |
| Coureuse                  | Coureuse                  | Pays                      | Équipe                                   | Points                    |
| ------------------------- | ------------------------- | ------------------------- | ---------------------------------------- | ------------------------- |
| 1re                       | Victorie Guilman          | France                    | FDJ-Nouvelle Aquitaine-Futuroscope       | 67 pts                    |
| 2e                        | Debora Silvestri          | Italie                    | Top Girls Fassa Bortolo                  | 33 pts                    |
| 3e                        | Maud Rijnbeek             | Pays-Bas                  | AG Insurance NXTG                        | 30 pts                    |
| 4e                        | Marketa Hajkova           | Tchéquie                  | Bepink                                   | 28 pts                    |
| 5e                        | Jade Wiel                 | France                    | FDJ-Nouvelle Aquitaine-Futuroscope       | 16 pts                    |
| 6e                        | Hanna Nilsson             | Suède                     | Ceratizit-WNT Pro Cycling                | 15 pts                    |
| 7e                        | Clara Koppenburg          | Allemagne                 | Cofidis                                  | 15 pts                    |
| 8e                        | Mischa Bredewold          | Pays-Bas                  | Parkhotel Valkenburg                     | 7 pts                     |
| 9e                        | Maria Novolodskaya        | Russie                    | UAE Team ADQ                             | 7 pts                     |
| 10e                       | Célia Le Mouël            | France                    | Emotional.FR-Tornatech-GSC Blagnac VS 31 | 6 pts                     |

| Classement du meilleur jeune | Classement du meilleur jeune | Classement du meilleur jeune | Classement du meilleur jeune             | Classement du meilleur jeune |
| Coureuse                     | Coureuse                     | Pays                         | Équipe                                   | Temps                        |
| ---------------------------- | ---------------------------- | ---------------------------- | ---------------------------------------- | ---------------------------- |
| 1re                          | Vittoria Guazzini            | Italie                       | FDJ-Nouvelle Aquitaine-Futuroscope       | 13 h 25 min 45 s             |
| 2e                           | Cédrine Kerbaol              | France                       | Cofidis                                  | + 25 s                       |
| 3e                           | Ally Wollaston               | Nouvelle-Zélande             | AG Insurance NXTG                        | + 29 s                       |
| 4e                           | Marie Le Net                 | France                       | FDJ-Nouvelle Aquitaine-Futuroscope       | + 55 s                       |
| 5e                           | Anaïs Morichon               | France                       | Arkéa Pro Cycling Team                   | + 1 min 00 s                 |
| 6e                           | Mischa Bredewold             | Pays-Bas                     | Parkhotel Valkenburg                     | + 1 min 04 s                 |
| 7e                           | Maaike Boogaard              | Pays-Bas                     | UAE Team ADQ                             | + 1 min 12 s                 |
| 8e                           | Célia Le Mouël               | France                       | Emotional.FR-Tornatech-GSC Blagnac VS 31 | + 1 min 16 s                 |
| 9e                           | Marta Lach                   | Pologne                      | Ceratizit-WNT Pro Cycling                | + 1 min 21 s                 |
| 10e                          | Simone Boilard               | Canada                       | St Michel-Auber 93                       | + 1 min 27 s                 |

| Classement du meilleur jeune | Classement du meilleur jeune | Classement du meilleur jeune | Classement du meilleur jeune             | Classement du meilleur jeune |
| Coureuse                     | Coureuse                     | Pays                         | Équipe                                   | Temps                        |
| ---------------------------- | ---------------------------- | ---------------------------- | ---------------------------------------- | ---------------------------- |
| 1re                          | Vittoria Guazzini            | Italie                       | FDJ-Nouvelle Aquitaine-Futuroscope       | 13 h 25 min 45 s             |
| 2e                           | Cédrine Kerbaol              | France                       | Cofidis                                  | + 25 s                       |
| 3e                           | Ally Wollaston               | Nouvelle-Zélande             | AG Insurance NXTG                        | + 29 s                       |
| 4e                           | Marie Le Net                 | France                       | FDJ-Nouvelle Aquitaine-Futuroscope       | + 55 s                       |
| 5e                           | Anaïs Morichon               | France                       | Arkéa Pro Cycling Team                   | + 1 min 00 s                 |
| 6e                           | Mischa Bredewold             | Pays-Bas                     | Parkhotel Valkenburg                     | + 1 min 04 s                 |
| 7e                           | Maaike Boogaard              | Pays-Bas                     | UAE Team ADQ                             | + 1 min 12 s                 |
| 8e                           | Célia Le Mouël               | France                       | Emotional.FR-Tornatech-GSC Blagnac VS 31 | + 1 min 16 s                 |
| 9e                           | Marta Lach                   | Pologne                      | Ceratizit-WNT Pro Cycling                | + 1 min 21 s                 |
| 10e                          | Simone Boilard               | Canada                       | St Michel-Auber 93                       | + 1 min 27 s                 |

## Évolution des classements
| Étape              |                             | Vainqueur _       | Classement général | Classement par points | Meilleure grimpeuse | Meilleure jeune   |
| ------------------ | --------------------------- | ----------------- | ------------------ | --------------------- | ------------------- | ----------------- |
| 1re étape          | étape de plaine             | Marta Bastianelli | Marta Bastianelli  | Marta Bastianelli     | Maud Rijnbeek       | Vittoria Guazzini |
| 2e étape           | étape de plaine             | Marta Bastianelli | Marta Bastianelli  | Marta Bastianelli     | Victorie Guilman    | Vittoria Guazzini |
| 3e étape           | contre-la-montre individuel | Alena Ivanchenko  | Vittoria Guazzini  | Marta Bastianelli     | Victorie Guilman    | Vittoria Guazzini |
| 4e étape           | étape vallonnée             | Martina Alzini    | Vittoria Guazzini  | Marta Bastianelli     | Victorie Guilman    | Vittoria Guazzini |
| 5e étape           | étape de plaine             | Marta Lach        | Vittoria Guazzini  | Marta Bastianelli     | Victorie Guilman    | Vittoria Guazzini |
| Classements finals | Classements finals          |                   | Vittoria Guazzini  | Marta Bastianelli     | Victorie Guilman    | Vittoria Guazzini |

## Liste des participantes
| FDJ-Nouvelle Aquitaine-Futuroscope FSF | FDJ-Nouvelle Aquitaine-Futuroscope FSF | FDJ-Nouvelle Aquitaine-Futuroscope FSF |
| -------------------------------------- | -------------------------------------- | -------------------------------------- |
| Num                                    | Coureuse                               | Pos                                    |
| 1                                      | Victorie Guilman (FRA)                 | 22e                                    |
| 2                                      | Emilia Fahlin (SWE)                    | 31e                                    |
| 3                                      | Maëlle Grossetête (FRA)                | 63e                                    |
| 4                                      | Vittoria Guazzini (ITA)                | 1re                                    |
| 5                                      | Marie Le Net (FRA)                     | 4e                                     |
| 6                                      | Jade Wiel (FRA)                        | 21e                                    |

| UAE Team ADQ UAD | UAE Team ADQ UAD                      | UAE Team ADQ UAD |
| ---------------- | ------------------------------------- | ---------------- |
| Num              | Coureuse                              | Pos              |
| 11               | Alena Ivanchenko (RUS)                | 78e              |
| 12               | Eugenia Bujak (SLO) (route et chrono) | 40e              |
| 13               | Maaike Boogaard (NED)                 | 8e               |
| 14               | Anna Trevisi (ITA)                    | 45e              |
| 15               | Marta Bastianelli (ITA)               | 11e              |
| 16               | Maria Novolodskaya (RUS)              | 67e              |

| Ceratizit-WNT Pro Cycling WNT | Ceratizit-WNT Pro Cycling WNT | Ceratizit-WNT Pro Cycling WNT |
| ----------------------------- | ----------------------------- | ----------------------------- |
| Num                           | Coureuse                      | Pos                           |
| 21                            | Lara Vieceli (ITA)            | 43e                           |
| 22                            | Sandra Alonso (ESP)           | 18e                           |
| 23                            | Laura Asencio (FRA)           | 27e                           |
| 24                            | Marta Lach (POL)              | 10e                           |
| 25                            | Hanna Nilsson (SWE)           | 24e                           |
| 26                            | Lea Lin Teutenberg (GER)      | 56e                           |

| Parkhotel Valkenburg PHV | Parkhotel Valkenburg PHV  | Parkhotel Valkenburg PHV |
| ------------------------ | ------------------------- | ------------------------ |
| Num                      | Coureuse                  | Pos                      |
| 31                       | Femke Markus (NED)        | 29e                      |
| 32                       | Kirstie van Haaften (NED) | 73e                      |
| 33                       | Sofie van Rooijen (NED)   | 74e                      |
| 34                       | Mischa Bredewold (NED)    | 6e                       |

| AG Insurance NXTG AGI | AG Insurance NXTG AGI | AG Insurance NXTG AGI |
| --------------------- | --------------------- | --------------------- |
| Num                   | Coureuse              | Pos                   |
| 41                    | Ilse Pluimers (NED)   | 30e                   |
| 42                    | Maud Rijnbeek (NED)   | 52e                   |
| 43                    | Lone Meertens (BEL)   | 41e                   |
| 44                    | Maureen Arens (NED)   | 57e                   |
| 45                    | Ally Wollaston (NZL)  | 3e                    |
| 46                    | Julia Borgström (SWE) | 38e                   |

| Arkéa Pro Cycling Team ARK | Arkéa Pro Cycling Team ARK    | Arkéa Pro Cycling Team ARK |
| -------------------------- | ----------------------------- | -------------------------- |
| Num                        | Coureuse                      | Pos                        |
| 51                         | Marie-Morgane Le Deunff (FRA) | 48e                        |
| 52                         | Typhaine Laurance (FRA)       | 60e                        |
| 53                         | Amandine Fouquenet (FRA)      | 32e                        |
| 54                         | Pauline Allin (FRA)           | 42e                        |
| 55                         | Greta Richioud (FRA)          | 28e                        |
| 56                         | Anaïs Morichon (FRA)          | 5e                         |

| Bingoal-Chevalmeire-Van Eyck Sport BCV | Bingoal-Chevalmeire-Van Eyck Sport BCV | Bingoal-Chevalmeire-Van Eyck Sport BCV |
| -------------------------------------- | -------------------------------------- | -------------------------------------- |
| Num                                    | Coureuse                               | Pos                                    |
| 61                                     | Lotte Claes (BEL)                      | 23e                                    |
| 62                                     | Olha Kulynych (UKR)                    | 66e                                    |
| 63                                     | Naomi de Roeck (BEL)                   | 90e                                    |
| 64                                     | Danique Braam (NED)                    | 44e                                    |
| 65                                     | Lotte Popelier (BEL)                   | 94e                                    |

| Top Girls Fassa Bortolo TOP | Top Girls Fassa Bortolo TOP | Top Girls Fassa Bortolo TOP |
| --------------------------- | --------------------------- | --------------------------- |
| Num                         | Coureuse                    | Pos                         |
| 71                          | Tatiana Guderzo (ITA)       | 35e                         |
| 72                          | Greta Marturano (ITA)       | 15e                         |
| 73                          | Debora Silvestri (ITA)      | 36e                         |
| 74                          | Cristina Tonetti (ITA)      | 51e                         |
| 75                          | Giorgia Vettorello (ITA)    | AB-2                        |
| 76                          | Alessia Vigilia (ITA)       | 19e                         |

| Coop-Hitec Products HPU | Coop-Hitec Products HPU  | Coop-Hitec Products HPU |
| ----------------------- | ------------------------ | ----------------------- |
| Num                     | Coureuse                 | Pos                     |
| 81                      | Caroline Andersson (SWE) | 26e                     |
| 82                      | Ingvild Gåskjenn (NOR)   | AB-3                    |
| 83                      | Mari Hole Mohr (NOR)     | 59e                     |
| 84                      | Jessica Roberts (GBR)    | 62e                     |
| 85                      | Nicole Steigenga (NED)   | 13e                     |
| 86                      | Josie Nelson (GBR)       | 25e                     |

| Aromitalia-Basso Bikes-Vaiano VAI | Aromitalia-Basso Bikes-Vaiano VAI       | Aromitalia-Basso Bikes-Vaiano VAI |
| --------------------------------- | --------------------------------------- | --------------------------------- |
| Num                               | Coureuse                                | Pos                               |
| 91                                | Rasa Leleivytė (LTU)                    | 39e                               |
| 92                                | Inga Čilvinaitė (LTU) (route et chrono) | 47e                               |
| 93                                | Francesca Balducci (ITA)                | 92e                               |
| 94                                | Sofia Collinelli (ITA)                  | AB-1                              |
| 95                                | Valentina Scandolara (ITA)              | 79e                               |
| 96                                | Gemma Sernissi (ITA)                    | 71e                               |

| Bepink BPK | Bepink BPK              | Bepink BPK |
| ---------- | ----------------------- | ---------- |
| Num        | Coureuse                | Pos        |
| 101        | Silvia Zanardi (ITA)    | 20e        |
| 102        | Jade Teolis (FRA)       | 76e        |
| 103        | Michaela Drummond (NZL) | 58e        |
| 104        | Lara Crestanello (ITA)  | 84e        |
| 105        | Letizia Brufani (ITA)   | 77e        |
| 106        | Marketa Hajkova (CZE)   | 65e        |

| Stade Rochelais Charente-Maritime CMW | Stade Rochelais Charente-Maritime CMW | Stade Rochelais Charente-Maritime CMW |
| ------------------------------------- | ------------------------------------- | ------------------------------------- |
| Num                                   | Coureuse                              | Pos                                   |
| 111                                   | Marion Colard (FRA)                   | 50e                                   |
| 112                                   | Séverine Eraud (FRA)                  | 37e                                   |
| 114                                   | Anastasiya Kolesava (BLR)             | 83e                                   |
| 115                                   | Kristina Nenadovic (FRA)              | 91e                                   |
| 116                                   | Maëva Squiban (FRA)                   | 17e                                   |

| Emotional.FR-Tornatech-GSC Blagnac VS 31 MTG | Emotional.FR-Tornatech-GSC Blagnac VS 31 MTG | Emotional.FR-Tornatech-GSC Blagnac VS 31 MTG |
| -------------------------------------------- | -------------------------------------------- | -------------------------------------------- |
| Num                                          | Coureuse                                     | Pos                                          |
| 121                                          | Célia Le Mouël (FRA)                         | 9e                                           |
| 122                                          | Andrea Martinez (MEX)                        | 64e                                          |
| 123                                          | Laury Milette (CAN)                          | AB-4                                         |
| 124                                          | Josephine Peloquin (CAN)                     | 53e                                          |
| 125                                          | Adèle Normand (CAN)                          | 33e                                          |
| 126                                          | Cindy Pomares (FRA)                          | 55e                                          |

| Centre mondial du cyclisme WCC | Centre mondial du cyclisme WCC | Centre mondial du cyclisme WCC |
| ------------------------------ | ------------------------------ | ------------------------------ |
| Num                            | Coureuse                       | Pos                            |
| 131                            | Selam Ahama Gerefiel (ETH)     | AB-1                           |
| 132                            | Luciana Roland (ARG)           | 80e                            |
| 133                            | Natalia Franco (COL)           | 72e                            |
| 134                            | Dziyana Lebedz (BLR)           | 70e                            |
| 135                            | Maude Le Roux (RSA)            | 68e                            |
| 136                            | Yumi Kajihara (JPN)            | 86e                            |

| St Michel-Auber 93 AUB | St Michel-Auber 93 AUB | St Michel-Auber 93 AUB |
| ---------------------- | ---------------------- | ---------------------- |
| Num                    | Coureuse               | Pos                    |
| 141                    | Sandrine Bideau (FRA)  | 34e                    |
| 142                    | Simone Boilard (CAN)   | 12e                    |
| 143                    | Perrine Clauzel (FRA)  | 82e                    |
| 144                    | Élodie Le Bail (FRA)   | 88e                    |
| 145                    | Coralie Demay (FRA)    | 14e                    |
| 146                    | Laura Da Cruz (FRA)    | 85e                    |

| Cofidis COF | Cofidis COF            | Cofidis COF |
| ----------- | ---------------------- | ----------- |
| Num         | Coureuse               | Pos         |
| 151         | Martina Alzini (ITA)   | 54e         |
| 152         | Alana Castrique (BEL)  | 16e         |
| 153         | Sandra Levenez (FRA)   | AB-5        |
| 154         | Cédrine Kerbaol (FRA)  | 2e          |
| 155         | Rachel Neylan (AUS)    | 7e          |
| 156         | Clara Koppenburg (GER) | 46e         |

| Breizh Ladies ___ | Breizh Ladies ___      | Breizh Ladies ___ |
| ----------------- | ---------------------- | ----------------- |
| Num               | Coureuse               | Pos               |
| 161               | Aline Béchu (FRA)      | 75e               |
| 162               | Fanny Rio (FRA)        | 87e               |
| 163               | Emilie Jamme (FRA)     | 89e               |
| 164               | Marine Louboutin (FRA) | 81e               |
| 165               | Enora Oger (FRA)       | 69e               |
| 166               | Eléa Raison (FRA)      | 93e               |

| VC Morteau Montbenoit ___ | VC Morteau Montbenoit ___ | VC Morteau Montbenoit ___ |
| ------------------------- | ------------------------- | ------------------------- |
| Num                       | Coureuse                  | Pos                       |
| 171                       | Marie Gielen (FRA)        | AB-5                      |
| 172                       | Annika Liehner (SUI)      | 61e                       |
| 173                       | Cécile Lejeune (FRA)      | 49e                       |
| 174                       | Emeline Courtot (FRA)     | AB-2                      |
| 175                       | Margot Grosjean (FRA)     | AB-4                      |

| FDJ-Nouvelle Aquitaine-Futuroscope FSF | FDJ-Nouvelle Aquitaine-Futuroscope FSF | FDJ-Nouvelle Aquitaine-Futuroscope FSF |
| -------------------------------------- | -------------------------------------- | -------------------------------------- |
| Num                                    | Coureuse                               | Pos                                    |
| 1                                      | Victorie Guilman (FRA)                 | 22e                                    |
| 2                                      | Emilia Fahlin (SWE)                    | 31e                                    |
| 3                                      | Maëlle Grossetête (FRA)                | 63e                                    |
| 4                                      | Vittoria Guazzini (ITA)                | 1re                                    |
| 5                                      | Marie Le Net (FRA)                     | 4e                                     |
| 6                                      | Jade Wiel (FRA)                        | 21e                                    |

| UAE Team ADQ UAD | UAE Team ADQ UAD                      | UAE Team ADQ UAD |
| ---------------- | ------------------------------------- | ---------------- |
| Num              | Coureuse                              | Pos              |
| 11               | Alena Ivanchenko (RUS)                | 78e              |
| 12               | Eugenia Bujak (SLO) (route et chrono) | 40e              |
| 13               | Maaike Boogaard (NED)                 | 8e               |
| 14               | Anna Trevisi (ITA)                    | 45e              |
| 15               | Marta Bastianelli (ITA)               | 11e              |
| 16               | Maria Novolodskaya (RUS)              | 67e              |

| Ceratizit-WNT Pro Cycling WNT | Ceratizit-WNT Pro Cycling WNT | Ceratizit-WNT Pro Cycling WNT |
| ----------------------------- | ----------------------------- | ----------------------------- |
| Num                           | Coureuse                      | Pos                           |
| 21                            | Lara Vieceli (ITA)            | 43e                           |
| 22                            | Sandra Alonso (ESP)           | 18e                           |
| 23                            | Laura Asencio (FRA)           | 27e                           |
| 24                            | Marta Lach (POL)              | 10e                           |
| 25                            | Hanna Nilsson (SWE)           | 24e                           |
| 26                            | Lea Lin Teutenberg (GER)      | 56e                           |

| Parkhotel Valkenburg PHV | Parkhotel Valkenburg PHV  | Parkhotel Valkenburg PHV |
| ------------------------ | ------------------------- | ------------------------ |
| Num                      | Coureuse                  | Pos                      |
| 31                       | Femke Markus (NED)        | 29e                      |
| 32                       | Kirstie van Haaften (NED) | 73e                      |
| 33                       | Sofie van Rooijen (NED)   | 74e                      |
| 34                       | Mischa Bredewold (NED)    | 6e                       |

| AG Insurance NXTG AGI | AG Insurance NXTG AGI | AG Insurance NXTG AGI |
| --------------------- | --------------------- | --------------------- |
| Num                   | Coureuse              | Pos                   |
| 41                    | Ilse Pluimers (NED)   | 30e                   |
| 42                    | Maud Rijnbeek (NED)   | 52e                   |
| 43                    | Lone Meertens (BEL)   | 41e                   |
| 44                    | Maureen Arens (NED)   | 57e                   |
| 45                    | Ally Wollaston (NZL)  | 3e                    |
| 46                    | Julia Borgström (SWE) | 38e                   |

| Arkéa Pro Cycling Team ARK | Arkéa Pro Cycling Team ARK    | Arkéa Pro Cycling Team ARK |
| -------------------------- | ----------------------------- | -------------------------- |
| Num                        | Coureuse                      | Pos                        |
| 51                         | Marie-Morgane Le Deunff (FRA) | 48e                        |
| 52                         | Typhaine Laurance (FRA)       | 60e                        |
| 53                         | Amandine Fouquenet (FRA)      | 32e                        |
| 54                         | Pauline Allin (FRA)           | 42e                        |
| 55                         | Greta Richioud (FRA)          | 28e                        |
| 56                         | Anaïs Morichon (FRA)          | 5e                         |

| Bingoal-Chevalmeire-Van Eyck Sport BCV | Bingoal-Chevalmeire-Van Eyck Sport BCV | Bingoal-Chevalmeire-Van Eyck Sport BCV |
| -------------------------------------- | -------------------------------------- | -------------------------------------- |
| Num                                    | Coureuse                               | Pos                                    |
| 61                                     | Lotte Claes (BEL)                      | 23e                                    |
| 62                                     | Olha Kulynych (UKR)                    | 66e                                    |
| 63                                     | Naomi de Roeck (BEL)                   | 90e                                    |
| 64                                     | Danique Braam (NED)                    | 44e                                    |
| 65                                     | Lotte Popelier (BEL)                   | 94e                                    |

| Top Girls Fassa Bortolo TOP | Top Girls Fassa Bortolo TOP | Top Girls Fassa Bortolo TOP |
| --------------------------- | --------------------------- | --------------------------- |
| Num                         | Coureuse                    | Pos                         |
| 71                          | Tatiana Guderzo (ITA)       | 35e                         |
| 72                          | Greta Marturano (ITA)       | 15e                         |
| 73                          | Debora Silvestri (ITA)      | 36e                         |
| 74                          | Cristina Tonetti (ITA)      | 51e                         |
| 75                          | Giorgia Vettorello (ITA)    | AB-2                        |
| 76                          | Alessia Vigilia (ITA)       | 19e                         |

| Coop-Hitec Products HPU | Coop-Hitec Products HPU  | Coop-Hitec Products HPU |
| ----------------------- | ------------------------ | ----------------------- |
| Num                     | Coureuse                 | Pos                     |
| 81                      | Caroline Andersson (SWE) | 26e                     |
| 82                      | Ingvild Gåskjenn (NOR)   | AB-3                    |
| 83                      | Mari Hole Mohr (NOR)     | 59e                     |
| 84                      | Jessica Roberts (GBR)    | 62e                     |
| 85                      | Nicole Steigenga (NED)   | 13e                     |
| 86                      | Josie Nelson (GBR)       | 25e                     |

| Aromitalia-Basso Bikes-Vaiano VAI | Aromitalia-Basso Bikes-Vaiano VAI       | Aromitalia-Basso Bikes-Vaiano VAI |
| --------------------------------- | --------------------------------------- | --------------------------------- |
| Num                               | Coureuse                                | Pos                               |
| 91                                | Rasa Leleivytė (LTU)                    | 39e                               |
| 92                                | Inga Čilvinaitė (LTU) (route et chrono) | 47e                               |
| 93                                | Francesca Balducci (ITA)                | 92e                               |
| 94                                | Sofia Collinelli (ITA)                  | AB-1                              |
| 95                                | Valentina Scandolara (ITA)              | 79e                               |
| 96                                | Gemma Sernissi (ITA)                    | 71e                               |

| Bepink BPK | Bepink BPK              | Bepink BPK |
| ---------- | ----------------------- | ---------- |
| Num        | Coureuse                | Pos        |
| 101        | Silvia Zanardi (ITA)    | 20e        |
| 102        | Jade Teolis (FRA)       | 76e        |
| 103        | Michaela Drummond (NZL) | 58e        |
| 104        | Lara Crestanello (ITA)  | 84e        |
| 105        | Letizia Brufani (ITA)   | 77e        |
| 106        | Marketa Hajkova (CZE)   | 65e        |

| Stade Rochelais Charente-Maritime CMW | Stade Rochelais Charente-Maritime CMW | Stade Rochelais Charente-Maritime CMW |
| ------------------------------------- | ------------------------------------- | ------------------------------------- |
| Num                                   | Coureuse                              | Pos                                   |
| 111                                   | Marion Colard (FRA)                   | 50e                                   |
| 112                                   | Séverine Eraud (FRA)                  | 37e                                   |
| 114                                   | Anastasiya Kolesava (BLR)             | 83e                                   |
| 115                                   | Kristina Nenadovic (FRA)              | 91e                                   |
| 116                                   | Maëva Squiban (FRA)                   | 17e                                   |

| Emotional.FR-Tornatech-GSC Blagnac VS 31 MTG | Emotional.FR-Tornatech-GSC Blagnac VS 31 MTG | Emotional.FR-Tornatech-GSC Blagnac VS 31 MTG |
| -------------------------------------------- | -------------------------------------------- | -------------------------------------------- |
| Num                                          | Coureuse                                     | Pos                                          |
| 121                                          | Célia Le Mouël (FRA)                         | 9e                                           |
| 122                                          | Andrea Martinez (MEX)                        | 64e                                          |
| 123                                          | Laury Milette (CAN)                          | AB-4                                         |
| 124                                          | Josephine Peloquin (CAN)                     | 53e                                          |
| 125                                          | Adèle Normand (CAN)                          | 33e                                          |
| 126                                          | Cindy Pomares (FRA)                          | 55e                                          |

| Centre mondial du cyclisme WCC | Centre mondial du cyclisme WCC | Centre mondial du cyclisme WCC |
| ------------------------------ | ------------------------------ | ------------------------------ |
| Num                            | Coureuse                       | Pos                            |
| 131                            | Selam Ahama Gerefiel (ETH)     | AB-1                           |
| 132                            | Luciana Roland (ARG)           | 80e                            |
| 133                            | Natalia Franco (COL)           | 72e                            |
| 134                            | Dziyana Lebedz (BLR)           | 70e                            |
| 135                            | Maude Le Roux (RSA)            | 68e                            |
| 136                            | Yumi Kajihara (JPN)            | 86e                            |

| St Michel-Auber 93 AUB | St Michel-Auber 93 AUB | St Michel-Auber 93 AUB |
| ---------------------- | ---------------------- | ---------------------- |
| Num                    | Coureuse               | Pos                    |
| 141                    | Sandrine Bideau (FRA)  | 34e                    |
| 142                    | Simone Boilard (CAN)   | 12e                    |
| 143                    | Perrine Clauzel (FRA)  | 82e                    |
| 144                    | Élodie Le Bail (FRA)   | 88e                    |
| 145                    | Coralie Demay (FRA)    | 14e                    |
| 146                    | Laura Da Cruz (FRA)    | 85e                    |

| Cofidis COF | Cofidis COF            | Cofidis COF |
| ----------- | ---------------------- | ----------- |
| Num         | Coureuse               | Pos         |
| 151         | Martina Alzini (ITA)   | 54e         |
| 152         | Alana Castrique (BEL)  | 16e         |
| 153         | Sandra Levenez (FRA)   | AB-5        |
| 154         | Cédrine Kerbaol (FRA)  | 2e          |
| 155         | Rachel Neylan (AUS)    | 7e          |
| 156         | Clara Koppenburg (GER) | 46e         |

| Breizh Ladies ___ | Breizh Ladies ___      | Breizh Ladies ___ |
| ----------------- | ---------------------- | ----------------- |
| Num               | Coureuse               | Pos               |
| 161               | Aline Béchu (FRA)      | 75e               |
| 162               | Fanny Rio (FRA)        | 87e               |
| 163               | Emilie Jamme (FRA)     | 89e               |
| 164               | Marine Louboutin (FRA) | 81e               |
| 165               | Enora Oger (FRA)       | 69e               |
| 166               | Eléa Raison (FRA)      | 93e               |

| VC Morteau Montbenoit ___ | VC Morteau Montbenoit ___ | VC Morteau Montbenoit ___ |
| ------------------------- | ------------------------- | ------------------------- |
| Num                       | Coureuse                  | Pos                       |
| 171                       | Marie Gielen (FRA)        | AB-5                      |
| 172                       | Annika Liehner (SUI)      | 61e                       |
| 173                       | Cécile Lejeune (FRA)      | 49e                       |
| 174                       | Emeline Courtot (FRA)     | AB-2                      |
| 175                       | Margot Grosjean (FRA)     | AB-4                      |